# Nazionale maschile di pallavolo dell'Irlanda del Nord
La nazionale maschile di pallavolo dell'Irlanda del Nord è una squadra europea composta dai migliori giocatori di pallavolo dell'Irlanda del Nord ed è posta sotto l'egida della Federazione pallavolistica dell'Irlanda del Nord.

## Risultati

### Competizioni CEV
| 2000 | non qualificata | -            |
| 2002 | non qualificata | -            |
| 2004 | non qualificata | -            |
| 2007 | non qualificata | -            |
| 2009 | 4º posto        | Convocazioni |
| 2011 | non qualificata | -            |
| 2013 | non qualificata | -            |
| 2015 | non qualificata | -            |
| 2017 | 4º posto        | Convocazioni |
| 2019 | non qualificata | -            |
| 2022 | non qualificata | -            |
| 2023 | 5º posto        | Convocazioni |
| 2024 | 2º posto        | Convocazioni |